# Z Telescopii
Z Telescopii är en pulserande variabel av Mira Ceti-typ (M) i stjärnbilden Kikaren.
Stjärnan har en visuell magnitud som varierar mellan +8,9 och lägre än 14,6 med en period av 231 dygn.